# فلورنس (ألاباما)

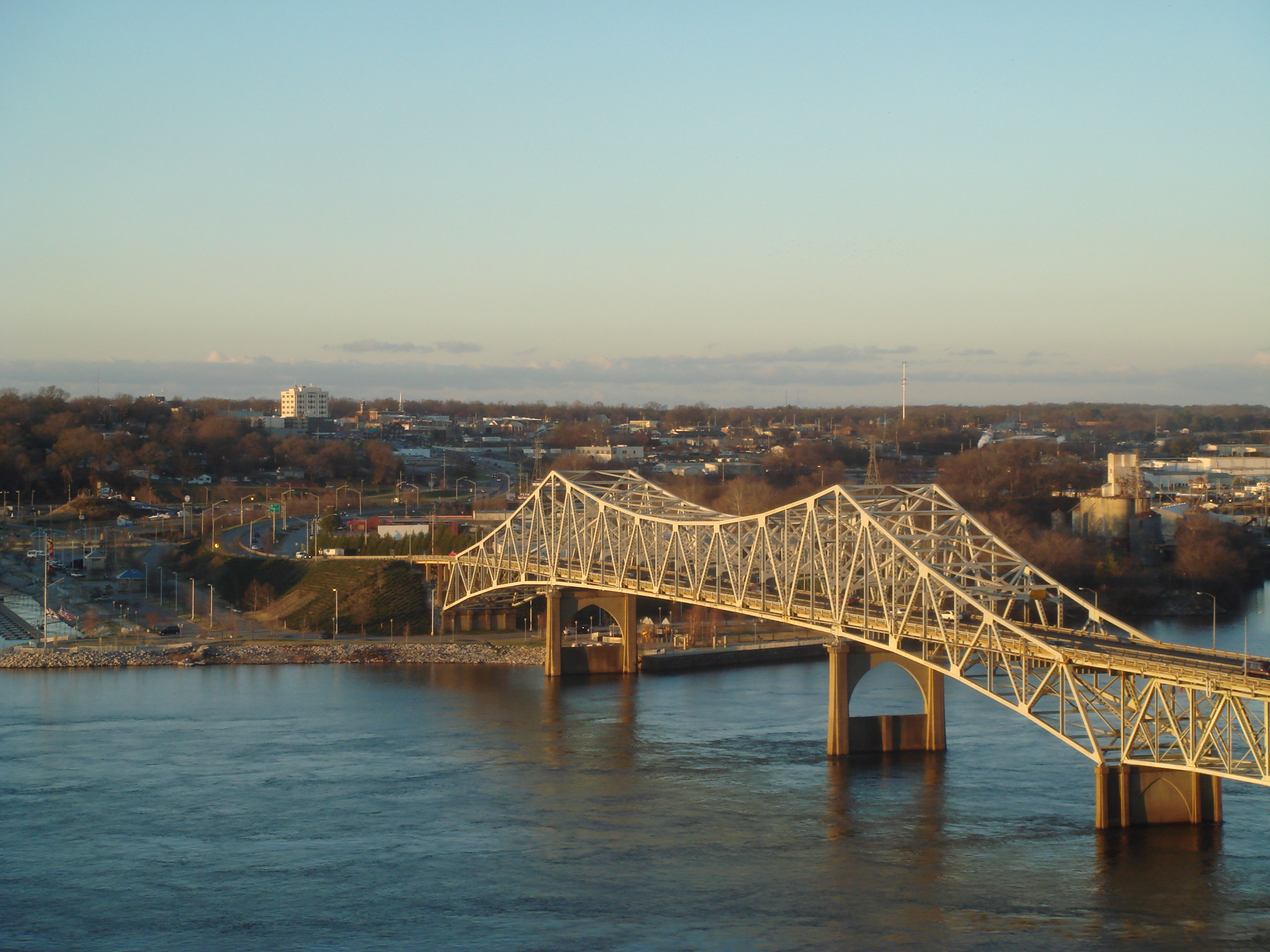
جسر أونيل على نهر تينيسي وتظهر فلورنس في الخلفية

فلورينس (بالإنجليزية: Florence)‏ هي مدينة في ولاية ألاباما في الولايات المتحدة الأمريكية.

## التركيبة السكانية
حدّد مكتب تعداد الولايات المتحدة بيانات التركيبة السكانية لفلورنس في تعداد الولايات المتحدة. في ما يلي، التركيبة السكانية حسب تعدادي 2000 و2010.

### تعداد عام 2000
بلغ عدد سكان فلورنس 36,264 نسمة بحسب تعداد عام 2000، وبلغ عدد الأسر 15,820 أسرة وعدد العائلات 9,560 عائلة مقيمة في المدينة. في حين سجلت الكثافة السكانية 524.7 نسمة لكل كيلومتر مربع (1,359.0/ميل2). وبلغ عدد الوحدات السكنية 17,707 وحدة بمتوسط كثافة قدره 256.2 لكل كيلومتر مربع (663.6/ميل2).
وتوزع التركيب العرقي للمدينة بنسبة 78.39% من البيض و19.20% من الأمريكيين الأفارقة و0.24% من الأمريكيين الأصليين و0.62% من الأمريكيين ذوي الأصول الآسيوية و0.03% من سكان جزر المحيط الهادئ و0.54% من الأعراق الأخرى و0.97% من عرقين مختلطين أو أكثر و1.34% من الهسبانيون أو اللاتينيون من أي عرق.
بلغ عدد الأسر 15,820 أسرة كانت نسبة 28.4% منها لديها أطفال تحت سن الثامنة عشر تعيش معهم، وبلغت نسبة الأزواج القاطنين مع بعضهم البعض 43.6% من أصل المجموع الكلي للأسر، ونسبة 14% من الأسر كان لديها معيلات من الإناث دون وجود شريك، بينما كانت نسبة 2.8% من الأسر لديها معيلون من الذكور دون وجود شريكة وكانت نسبة 39.6% من غير العائلات. تألفت نسبة 33.8% من أصل جميع الأسر من عدة أفراد يعيشون في نفس المنزل ونسبة 13.3% كانت تتألف من شخص يعيش بمفرده يبلغ من العمر 65 عاماً أو أكثر. وبلغ متوسط حجم الأسرة المعيشية 2.20، أما متوسط حجم العائلات فبلغ 2.82.
بلغ العمر الوسطي للسكان 36.9 عاماً. وكانت نسبة 21.3% من القاطنين تحت سن الثامنة عشر، وكانت نسبة 11.9% بين الثامنة عشر والرابعة والعشرين عاماً، ونسبة 25.1% كانت واقعةً في الفئة العمرية ما بين الخامسة والعشرين والرابعة والأربعين عاماً، ونسبة 21.5% كانت ما بين الخامسة والأربعين والرابعة والستين، ونسبة 16.1% كانت ضمن فئة الخامسة والستين عاماً فما فوق. يوجد لكل 100 أنثى 85.1 ذكر، ويوجد لكل 100 أنثى في الثامنة عشر من عمرها فما فوق 80.8 ذكر.
بلغ متوسط دخل الأسرة في المدينة 28,330 دولارًا، أما متوسط دخل العائلة فبلغ 40,577 دولارًا. وكان متوسط دخل الذكور 34,398 دولارًا مقابل 21,385 دولارًا للإناث. وسجل دخل الفرد الخاص بالمدينة 19,464 دولارًا. وكانت نسبة 14.4% من العائلات ونسبة 20.4% من السكان تحت خط الفقر، وكان من هؤلاء نسبة 26.2% تحت سن الثامنة عشر ونسبة 13.3% في الخامسة والستين من العمر وما فوق.

### تعداد عام 2010
بلغ عدد سكان فلورنس 39,319 نسمة بحسب تعداد عام 2010، وبلغ عدد الأسر 17,267 أسرة وعدد العائلات 9,926 عائلة مقيمة في المدينة. في حين سجلت الكثافة السكانية 568.9 نسمة لكل كيلومتر مربع (1,473.4/ميل2). وبلغ عدد الوحدات السكنية 19,299 وحدة بمتوسط كثافة قدره 279.2 لكل كيلومتر مربع (723.1/ميل2).
وتوزع التركيب العرقي للمدينة بنسبة 75.04% من البيض و19.41% من الأمريكيين الأفارقة و0.40% من الأمريكيين الأصليين و1.39% من الأمريكيين ذوي الأصول الآسيوية و0.07% من سكان جزر المحيط الهادئ و1.79% من الأعراق الأخرى و1.90% من عرقين مختلطين أو أكثر و3.58% من الهسبانيون أو اللاتينيون من أي عرق.
بلغ عدد الأسر 17,267 أسرة كانت نسبة 25.9% منها لديها أطفال تحت سن الثامنة عشر تعيش معهم، وبلغت نسبة الأزواج القاطنين مع بعضهم البعض 38.9% من أصل المجموع الكلي للأسر، ونسبة 15% من الأسر كان لديها معيلات من الإناث دون وجود شريك، بينما كانت نسبة 3.6% من الأسر لديها معيلون من الذكور دون وجود شريكة وكانت نسبة 42.5% من غير العائلات. تألفت نسبة 35.5% من أصل جميع الأسر من عدة أفراد يعيشون في نفس المنزل ونسبة 12.9% كانت تتألف من شخص يعيش بمفرده يبلغ من العمر 65 عاماً أو أكثر. وبلغ متوسط حجم الأسرة المعيشية 2.18، أما متوسط حجم العائلات فبلغ 2.84.
بلغ العمر الوسطي للسكان 37.1 عاماً. وكانت نسبة 20.1% من القاطنين تحت سن الثامنة عشر، وكانت نسبة 15.4% بين الثامنة عشر والرابعة والعشرين عاماً، ونسبة 22.6% كانت واقعةً في الفئة العمرية ما بين الخامسة والعشرين والرابعة والأربعين عاماً، ونسبة 24.5% كانت ما بين الخامسة والأربعين والرابعة والستين، ونسبة 17.3% كانت ضمن فئة الخامسة والستين عاماً فما فوق. وتوزع التركيب الجنسي للسكان بنسبة 46.2% ذكور و53.8% إناث.

## أعلام
- أوتري إينمان
- آرثر الكسندر
- جوش ويلينغهام
- إلبرت بيرترام هالتوم، الابن
- سام فيليبس
- مالكولم أرمستيد
- جيم جونز